# Варзеа-душ-Кавалейруш
Варзеа-душ-Кавалейруш (порт. Várzea dos Cavaleiros)  —  район (фрегезия) в Португалии,  входит в округ Каштелу-Бранку. Является составной частью муниципалитета  Сертан. По старому административному делению входил в провинцию Бейра-Байша. Входит в экономико-статистический  субрегион Пиньял-Интериор-Сул, который входит в Центральный регион. Население составляет 968 человек на 2001 год. Занимает площадь 32,88 км².
Покровителем района считается Апостол Пётр (порт. São Pedro). 